# Yenma Ramírez
Yenma Milan Ramírez (født 12. februar 1984) er en håndboldspiller fra Cuba. Hun spiller på Cubas håndboldlandshold, og deltog under VM 2011 i Brasilien.